# Ґоґолін (Бидґозький повіт)
Ґоґолін (пол. Gogolin, нім. Golendorf) — село в Польщі, у гміні Короново Бидґозького повіту Куявсько-Поморського воєводства.
Населення — 244 особи (2011).
У 1975-1998 роках село належало до Бидгощського воєводства.

## Демографія
Демографічна структура станом на 31 березня 2011 року:
|          | Загалом | Допрацездатний вік | Працездатний вік | Постпрацездатний вік |
| -------- | ------- | ------------------ | ---------------- | -------------------- |
| Чоловіки | 128     | 23                 | 88               | 17                   |
| Жінки    | 116     | 19                 | 71               | 26                   |
| Разом    | 244     | 42                 | 159              | 43                   |